# 基爾學派
基爾學派（德語：Kiel Schule）在法學中指以一群在1930-1940年代間活躍於基爾大學法學院的，具有國家社會主義傾向的法學學者們為中心的法學學派。
1933年1月納粹黨掌權以降，原先執教於基爾大學法學院的有著猶太血統或不合納粹政見的教授們紛紛被迫辭職與離開。經過大規模的人事肅清後，新的教授陣容於1933年赴任基爾大學法學院，而同時許多授課由一批青年無俸講師負責，他們構成了基爾學派的中堅成員。基爾學派在二戰前與戰中持續著講學與活動，積極地充任了納粹思想指導下的法律更新運動的先鋒，直至1945年前大部分的成員因為各自的原因離開基爾大學。許多成員在戰後面臨著授课禁止、教職革除與社会的責難，其中一些成員如弗雷德里希·夏弗斯坦因作了公開的自我批評，而另一些成員如卡尔·拉伦茨等人則在戰後成為了德國法學界的權威人士。